# Лудвиг I фон Марк-Рошфор
Лудвиг I (Луис I) фон Марк-Рошфор (на немски: Ludwig/Louis I Graf von der Marck-Rochefort; † сл. 2 юни 1498) от рода Ламарк е граф на Марк, господар на Рошфор и Агимон, граф на Рошфор.
Той е син на граф Еберхард II фон Марк-Аренберг († 1454) и втората му съпруга Агнес де Валкурт-Рошфор († 1441), дъщеря на Жан III де Валкурт, господар на Рошфор и д'Агимон (1377 – 1408, обезглавен) и Маргарета фон Елтер († 1469/1479).
По-малък брат е на Еберхард († 1452), граф на Монтегю, и Жан де Ла Марк, духовник, архидякон в Лиеж. По-малък полубрат е на Йохан II фон Марк-Аренберг († 1427), граф на Аренберг, княз на Седан, Якоб († 1444), бургграф в Пикардия, и на Елизабет († сл. 1479), омъжена за Симон V (VI) Векер, граф на Цвайбрюкен († 1426/1437?)), II. на 1 март 1436 г. за граф Георг I фон Сайн-Витгенщайн († 1472).
Лудвиг I фон Марк е издигнат на граф на 21 октомври 1494 г. Той наследява графството Рошфор. Така фамилията Марк-Аренберг се разделя на две линии Аренберг и Рошфор.

## Фамилия
Лудвиг I фон Марк-Рошфор се жени на 28 февруари или пр. 28 юли 1452 г. за Никол д'Аспремон († 1470), дъщеря на Гоберт д'Аспремон де Бусенци († 1450) и Мари де Ла Бом. Те имат пет деца:
- Еберхард фон Рошфор († 23 септември 1524), женен 1470 г. за Никол де Ролин/Робин († ок. 1539)
- Лудвиг II фон Рошфор († 6 септември 1525), граф на фон дер Марк-Рошфор-Агимон, женен на 16 декември 1467 г. за Анна фон Родемахерн (* пр. 1466; † 1525/1533), дъщеря на Герхард фон Родемахерн († ок. 1489) и графиня Магарета фон Насау-Вайлбург-Саарбрюкен (1426 – 1490); родители на:
  - Лудвиг III фон Рошфор († сл. 6 май 1544), женен 1531 г. за Елизабет Австрийска († 24 ноември 1581), незаконна дъщеря на император Максимилиан I
- Енгелберт (фл 1519)
- Филип († 11 април 1529), абат на Намюр
- Луиза († 1524), наследничка на Рошфор, Агимон и Монтагу, омъжена на 28 ноември 1473 г. в Трир за граф Филип I фон Епщайн-Кьонигщайн († 1481)